# 圣方济各圣殿 (拉文纳)
圣方济各圣殿（Basilica di San Francesco）是一座罗马天主教宗座圣殿，位于意大利拉文纳老城。它始建于5世纪，9世纪重建，供奉圣伯多禄。1261年归属方济各会，开始供奉圣方济各。

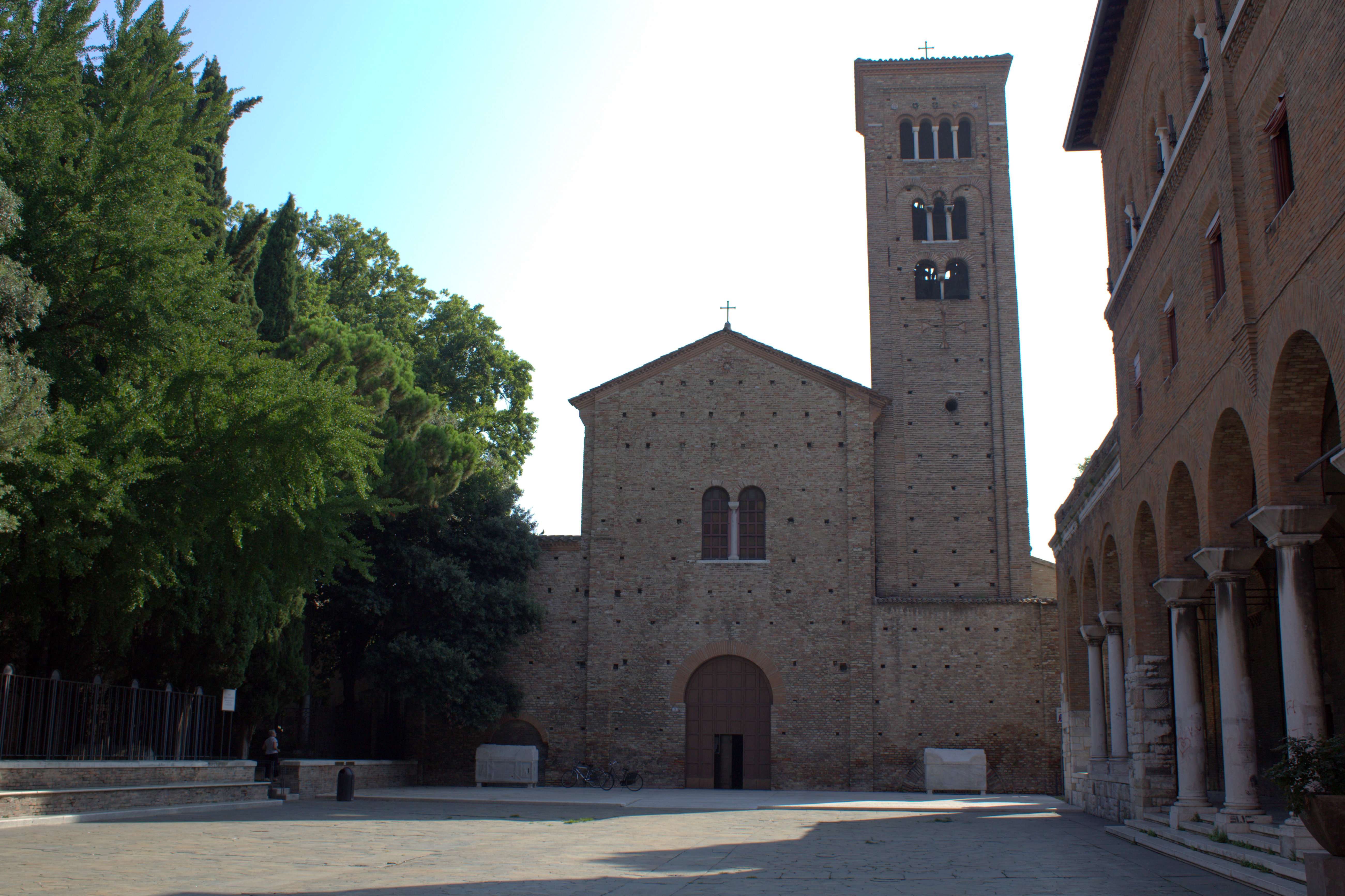
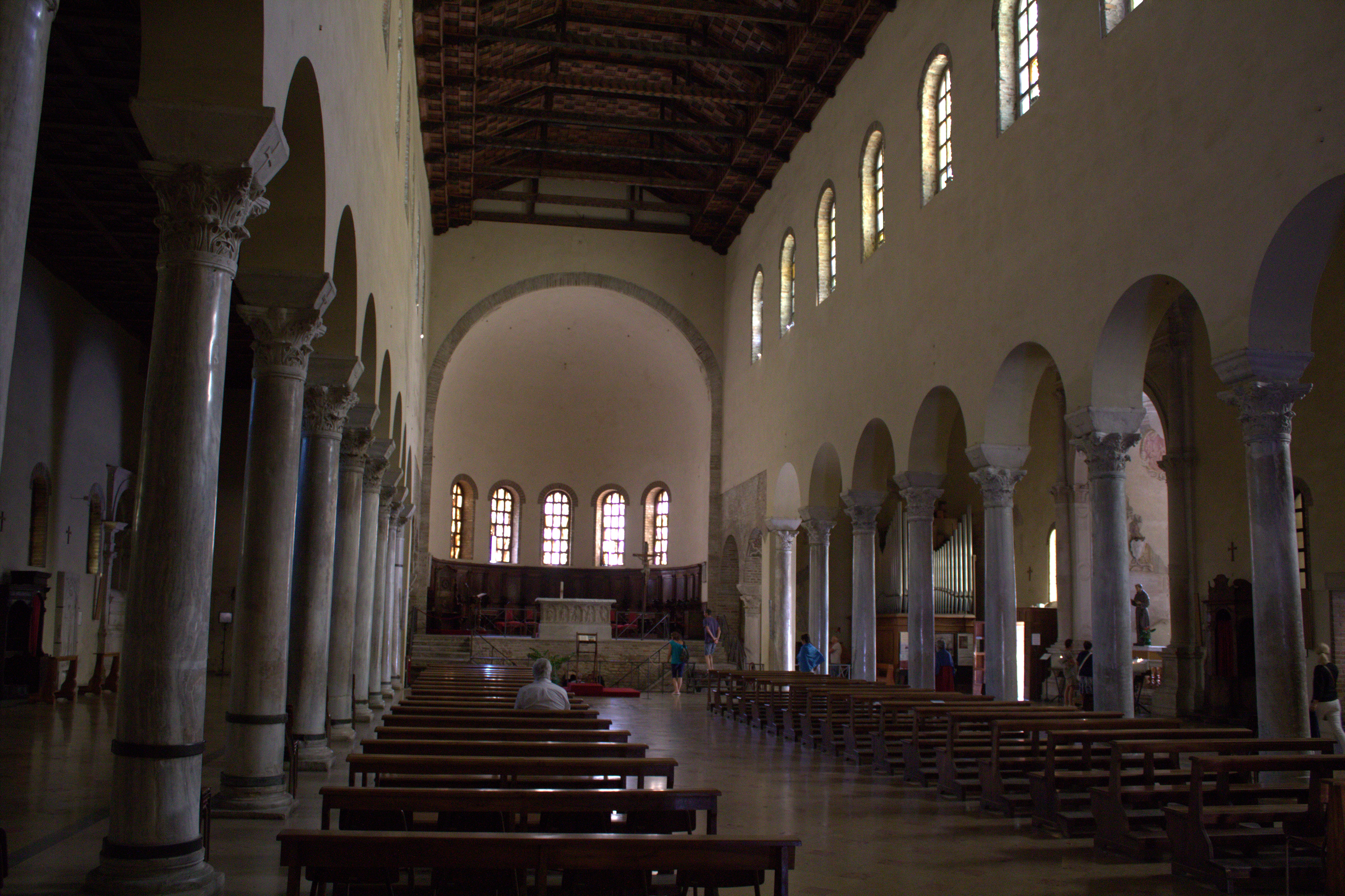
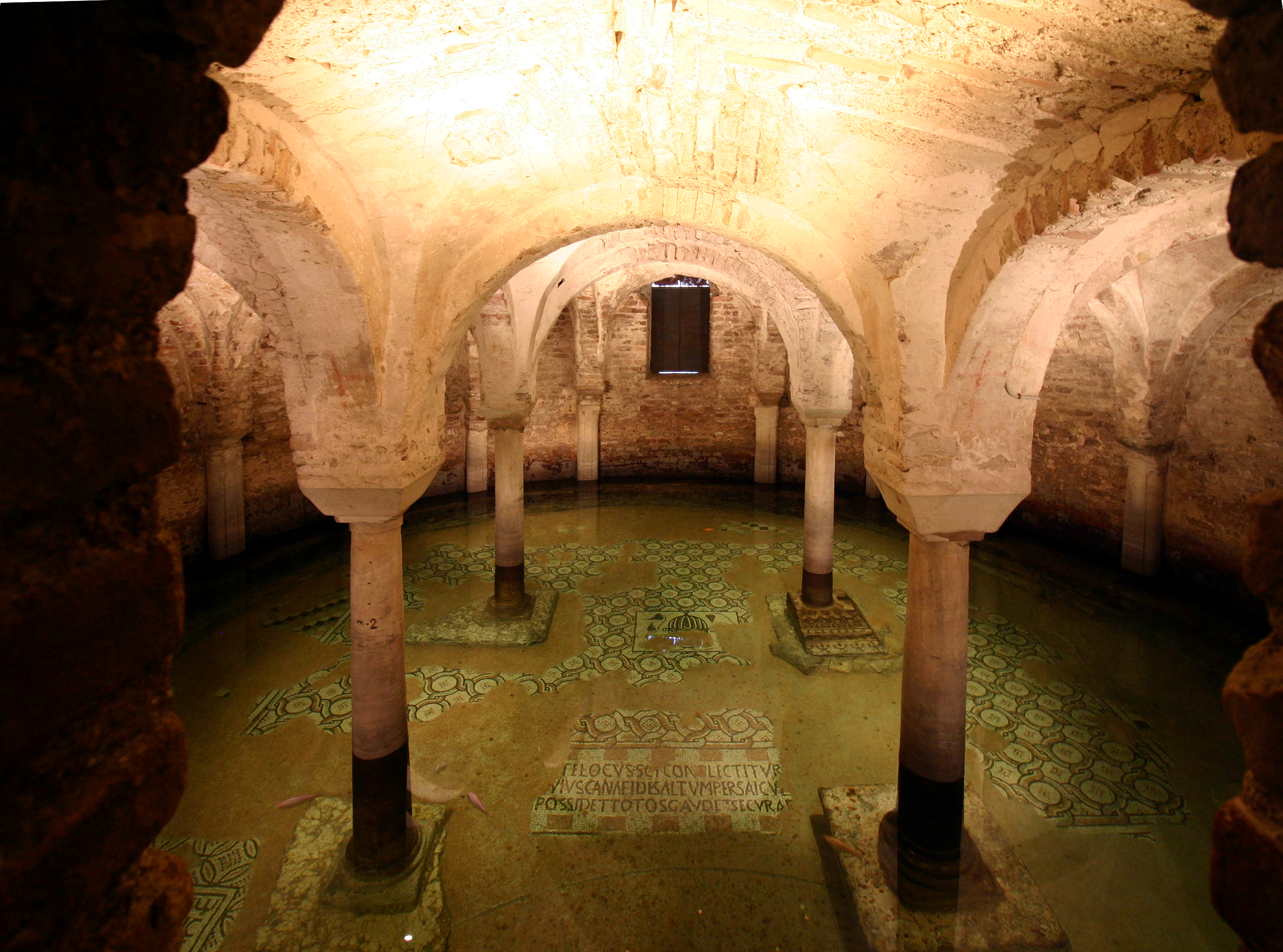
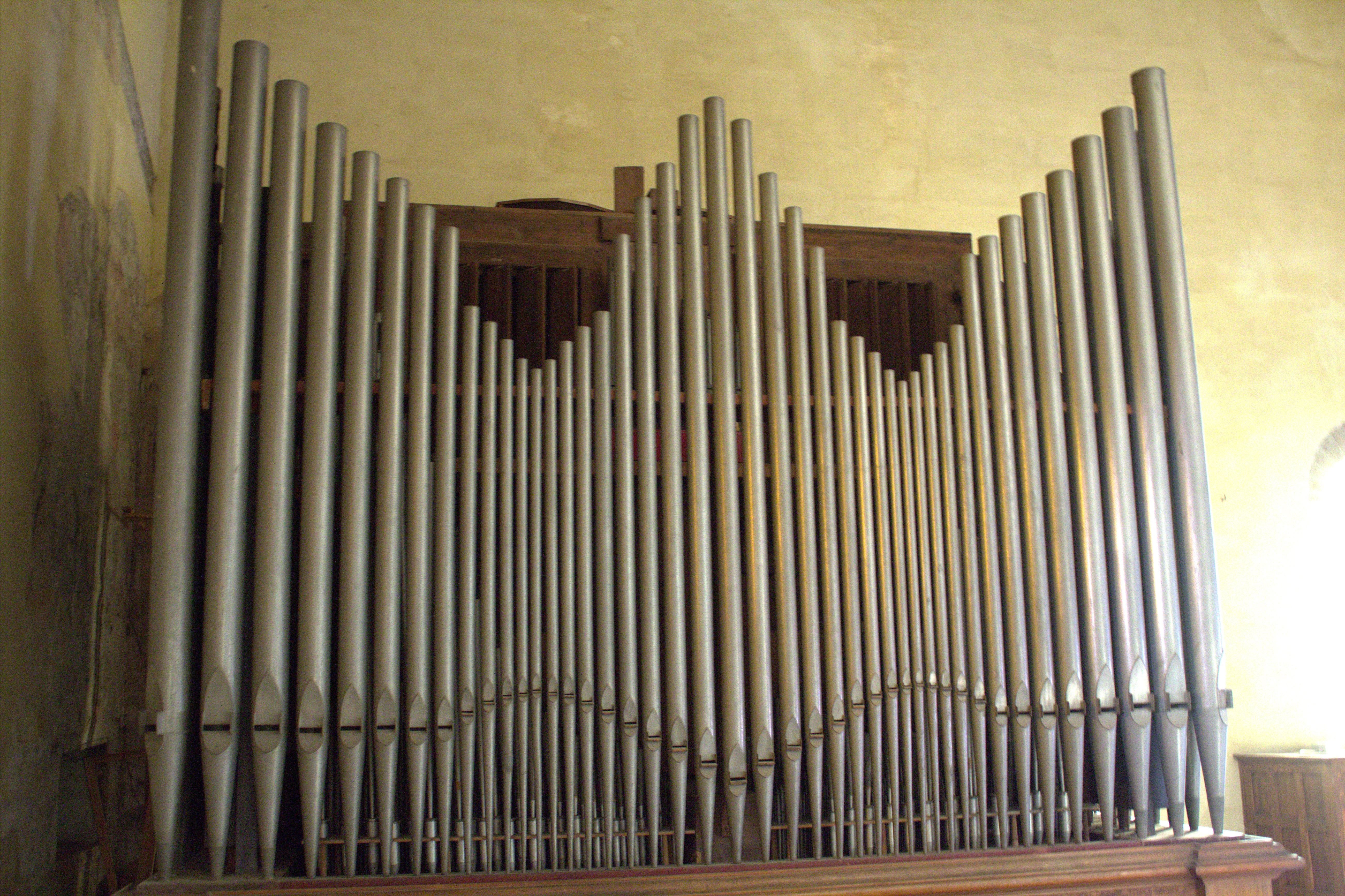

1321年，但丁安葬于此。